# Studienka
Studienka es un municipio del distrito de Malacky en la región de Bratislava, Eslovaquia, con una población estimada a final del año 2024 de 1748 habitantes.
Se encuentra ubicado al norte de la región, en el valle del río Morava y cerca de la frontera con las región de región de Trnava y con Austria.

## Demografía
| Año        | 1994 | 2004    | 2014    | 2024    |
| ---------- | ---- | ------- | ------- | ------- |
| Población  | 1513 | 1608    | 1644    | 1748    |
| Diferencia |      | +6,27 % | +2,23 % | +6,32 % |

| Año        | 2023 | 2024    |
| ---------- | ---- | ------- |
| Población  | 1751 | 1748    |
| Diferencia |      | −0,17 % |